# او پی جیندال
او پی جیندال (هندی: ओम प्रकाश जिन्दल؛ ۷ اوت ۱۹۳۰ – ۳۱ مارس ۲۰۰۵) سیاست‌مدار، کارآفرین، بازرگان و مدیر ارشد اجرایی هندی بود، که در سال ۱۹۵۲ شرکت جیندال استیل اند پاور را تأسیس نمود.